# Vidkun Quisling
Vidkun Abraham Lauritz Jonssøn Quisling (født 18. juli 1887 i Fyresdal i Telemark, død 24. oktober 1945 i Oslo) var norsk officer, diplomat og politiker. Han ledede under den tyske besættelse af Norge en tyskstøttet regering og blev efter befrielsen i 1945 henrettet for landsforræderi.
Quisling blev først kendt som nødhjælpsarbejder i Sovjetunionen og nær medarbejder af Fridtjof Nansen og var Norges forsvarsminister i to Bondeparti-regeringer fra 1931 til 1933 (men han var aldrig medlem af Bondepartiet). I 1933 grundlagde Quisling det fascistiske parti Nasjonal Samling (NS), som i 1930'erne havde begrænset opbakning. Efter Tysklands invasion af Norge i 1940 forsøgte Quisling, som den første i verden, at begå statskup over radioen, men kupforsøget mislykkedes, da tyskerne ikke var interesserede i at støtte hans regering. I vinteren 1942 vendte han tilbage som leder af en tyskstøttet regering, og med titel af ministerpræsident ledede han sammen med den civile administrator for den tyske besættelsesmagt den norske statsforvaltning i resten af krigen.

## Baggrund
Vidkun Abraham Lauritz Jonssøn Quisling blev født den 18. juli 1887 i Fyresdal, i det norske amt Telemark. Han var søn af præst og slægtsforsker Jon Lauritz Qvisling (1844–1930) og hans hustru Anna Caroline Bang (1860–1941), datter af Jørgen Bang, skibsreder og på det tidspunkt den rigeste mand i byen Grimstad i Sydnorge. Den ældre Quisling havde holdt foredrag i Grimstad i 1870'erne; en af hans elever var Anna Bang, som han giftede sig med den 28. maj 1886 efter en længere forlovelse. Det nygifte par flyttede prompte til Fyresdal, hvor Vidkun og hans yngre søskende blev født. Han havde tre søskende: Jørgen, Esther og Arne, henholdsvis et, seks og elleve år yngre. Slægtsnavnet stammer fra Quislinus, et latiniseret navn opfundet af Quislings forfader Lauritz Ibsen Quislin (1634–1703), baseret på landsbyen Kvislemark ved Slagelse, Danmark, hvorfra han var emigreret. Private breve fundet senere af historikere indikerer også et varmt og kærligt forhold mellem familiemedlemmerne.
Familien Quisling var konstant på farten, og Jons tjeneste tog dem fra Fyresdal til Drammen, og senere Gjerpen. Fra 1893 til 1900 var hans far præst for Strømsø bydel i Drammen. Vidkuns første seks skoleår var på Drammen Latinskole, hvor han blev mobbet af andre elever på skolen på grund af sin telemarksdialekt, men ikke desto mindre opnåede karakteren ”med udmærkelse” (prae ceteris) til sin afsluttende eksamen. I 1900 flyttede familien til Skien da hans far blev udnævnt til provst i byen. Alle Quisling-børnene blev presset hårdt af deres forældre til at fokusere på skole og læring, og alle fire søskende fik den fine karakter ”særdeles” som hovedkarakter på Skien Latinskole.

### Studier og tidlig militær karriere
Quisling havde gode evner inden for både humaniora og naturvidenskab. Efter examen artium i 1905 blev han optaget som nummer et i Krigsskolens feltartillerilinje. Efter at den spændte situation som følge af Unionsopløsningen var faldet til ro hen over sommeren og efteråret, forløb uddannelsesforløbet nogenlunde normalt. Også her opnåede Quisling særdeles gode faglige resultater. Efter at have været premierløjtnant i feltartilleriet påbegyndte han videreuddannelse på Militærhøjskolen. Studierne indeholdt naturvidenskab sammen med emner som militær administration, taktik og generalstabstjeneste. Her fik Quisling hovedkarakteren 1,18, hvilket var det bedste nogensinde opnået på højskolen. Som den bedste afgangselev fik han, som det var skik og brug, audiens hos Kong Haakon.
Efter sin uddannelse roterede Quisling mellem forskellige afdelinger i Generalstaben. Han havde lejlighedsvis ophold ude i marken på afdelingerne på Værnes garnison og Gardermoen, men det var tiden i stabstjenesten, han nød mest. Under generalmajor Christian Theodor Holtfodts kommando beskæftigede Quisling sig blandt andet med organiseringen af hærsystemet, inspektion af militære afdelinger og koordinering med Statens kartverk, arbejde, som han senere skulle få stor gavn af under sit senere nødhjælpsarbejde i Sovjetunionen. Han fik rang af kaptajn i 1917.Dahl 1991, s. 25-26

### Ophold i Rusland og Finland
Alle aspiranter i generalstaben skulle fordybe sig i et bestemt land, og Quisling havde i første omgang valgt Kina. Xinhai-revolutionen betød dog, at et studieophold i landet ikke var aktuelt, og Quisling flyttede derefter sit fokus til Det russiske imperium. Da revolutionen brød ud i 1917, havde han fem års russiske studier bag sig og havde dermed gode betingelser for at tjene landet. I 1918 blev stillingen som militærattaché i Petrograd ledig, og i maj var Quisling klar til at begynde på denne post.
Quisling kom til et Rusland i kaos, og Norges konsulat var lille og dårligt organiseret. Ministerråden var ikke på plads i Petrograd, og konsulatsekretær Arild Huitfeldt fungerede som chargé d'affaires. Efter kort tid blev Huitfeldt afløst af Frederik Prytz. Prytz og Quisling lærte hinanden rigtig godt at kende under deres ophold i Rusland og blev venner for livet. Sammen rapporterede de tilbage til Oslo om konsekvenserne af oktoberrevolutionen, og rapporterne blev jævnligt læst af kongen og udenrigsministeren. I december var situationen dog blevet så usikker i Rusland, at Prytz og Quisling måtte forlade landet.
Tilbage i Kristiania kom Quisling tilbage til generalstaben, men allerede i sommeren 1919 søgte han til udlandet igen. Den 10. september forlod han Norge til fordel for Helsingfors, hvor han havde fået stillingen som efterretningsofficer. I Helsinki arbejdede han under gesandt Andreas Urbye, som tilsyneladende var meget tilfreds med Quislings arbejde.

### Nødhjælpsarbejde i Sovjetunionen og to ægteskaber
Efter indstilling fra minister Urbye begyndte Quisling at arbejde for Fridtjof Nansen i 1921. En humanitær katastrofe var ved at udspille sig i Sovjetunionen, og Quisling fik orlov fra arbejdet i Generalstaben for at blive en del af Nansens inderkreds af hjælpearbejdere.
I februar 1922 kom Quisling til Kharkiv hvor han begyndte at indsamle data om forholdene i det ukrainske landskab. Det viste sig hurtigt, at en tredjedel af staten var ramt af hungersnød, og Quisling besøgte landsbyer, hvor hele befolkningen var ved at dø. Sammen med Nansen lykkedes det Quisling at gøre situationen i Ukraine kendt i resten af Europa. Private bidrag strømmede til, og flere hundrede tusinde mennesker blev reddet fra sult i området under Quislings administration. Både Nansen og Quisling blev meget populære i Ukraine på grund af deres arbejde, og især eksilukrainske kredse var meget taknemmelige for, at Quisling gjorde katastrofen kendt i udlandet.
Den 21. august 1922 giftede han sig med russeren Alexandra Andreevna Voronina. Alexandra skrev i sine erindringer, at Quisling erklærede sin kærlighed til hende, men fra hans breve hjem og undersøgelser foretaget af hans fætre, er der intet der tyder på, at der var nogen romantisk involvering mellem de to; Quisling syntes blot at have ønsket at løfte pigen ud af fattigdom ved at give hende et norsk pas og økonomisk sikkerhed.
Efter at have forladt Ukraine i september 1922 vendte Quisling og Alexandra tilbage til Kharkiv i februar 1923 for at forlænge bistandsindsatsen, hvor Nansen beskrev Quislings arbejde som "helt uundværligt." I marts 1923 blev Alexandra gravid, og Quisling insisterede på, at hun skulle få en abort, hvilket i høj grad bekymrede hende. Quisling fandt, at situationen i Kharkiv nu var betydeligt forbedret og led under mangel på nye udfordringer. Han mødte her Maria Vasiljevna Pasetchnikova (russisk: Мари́я Васи́льевна Па́сечникова), en ukrainer mere end ti år yngre end ham. Hendes dagbøger fra tiden "antyder en blomstrende kærlighedsaffære" mellem dem i sommeren 1923, trods Quislings ægteskab med Alexandra året før. Hun huskede, at hun var imponeret over hans flydende beherskelse af det russiske sprog, hans ariske udseende og hans elskværdige opførsel. Quisling hævdede senere at have giftet sig med Pasetchnikova i Kharkiv den 10. september 1923, skønt der aldrig er fundet juridisk dokumentation for giftermålet. Quislings biograf, Hans Fredrik Dahl, mener, at det andet ægteskab efter al sandsynlighed aldrig var officielt. Uanset hvad opførte parret sig, som om de var gift, og fejrede deres bryllupsdag. Kort efter september 1923 sluttede hjælpemissionen, og Quisling, Alexandra og Maria forlod Ukraine og planlagde at tilbringe et år i Paris. Maria ville se Vesteuropa; Quisling ville gerne hvile sig efter anfald af mavesmerter, der havde varet hele vinteren.

### Ophold i Paris og på Balkan
Opholdet i Paris krævede en midlertidig udskrivning fra hæren, hvilket Quisling langsomt voksede til at forstå var permanent: Hærens nedskæringer betød, at der ikke ville være nogen ledig stilling for ham, når han vendte tilbage. Quisling viede meget af sin tid i den franske hovedstad til at studere, læse værker af politisk teori og arbejde på sit filosofiske projekt, som han kaldte Universisme. Den 2. oktober 1923 overtalte han Oslos dagblad Tidens Tegn til at offentliggøre en artikel, i hvilken han opfordrede til diplomatisk anerkendelse af Sovjetrusland. Quislings ophold i Paris varede ikke så længe som planlagt, og i slutningen af 1923 startede han arbejdet med Nansens nye projekt på Balkan, hvor han ankom i Sofia i november.
De næste to måneder tilbragte han med konstant at rejse sammen med sin kone Maria. I januar vendte Maria tilbage til Paris for at passe Alexandra, som påtog sig rollen som parrets plejedatter; Quisling sluttede sig til dem i februar. I sommeren 1924 vendte trioen tilbage til Norge, hvor Alexandra efterfølgende rejste for at bo hos en tante i Nice og aldrig siden vendte tilbage. Selvom Quisling lovede at sørge for hendes velbefindende, var hans betalinger uregelmæssige, og i de kommende år gik han glip af flere muligheder for at besøge hende.
Tilbage i Norge, og til sin senere fortrydelse, blev Quisling trukket ind i den kommunistiske norske arbejderbevægelse. Han begyndte at tale for et folkets milits til at beskytte landet mod reaktionære angreb, og spurgte medlemmer af bevægelsen, om de gerne ville vide, hvilke oplysninger generalstaben havde om dem, men fik intet svar. Selvom hans korte tilknytning til den yderste venstrefløj virker usandsynlig i lyset af Quislings senere politiske retning, foreslår Dahl, at han efter en konservativ barndom på dette tidspunkt var "arbejdsløs og modløs ... dybt vred over generalstaben ... [ og] i færd med at blive politisk mere radikal." Dahl tilføjer, at Quislings politiske holdninger på dette tidspunkt kunne opsummeres som "en sammensmeltning af socialisme og nationalisme," med en klar sympati for sovjetterne i Rusland.

### Ophold i Moskva og Armenien
I juni 1925 skaffede Nansen Quisling endnu en gang beskæftigelse. Parret begyndte en rundrejse i Armenien, hvor de håbede at hjælpe med at repatriere indfødte armeniere via en række projekter, der af Folkeforbundet var foreslået til finansiering. Trods Quislings indsats blev projekterne dog alle afvist. I maj 1926 fandt Quisling et andet arbejde hos sin mangeårige ven og kammerat nordmanden Frederik Prytz i Moskva, og arbejdede som forbindelsesled mellem Prytz og de sovjetiske myndigheder, der ejede halvdelen af Prytz' firma Onega Wood. Han blev i jobbet, indtil Prytz forberedte sig på at lukke forretningen i begyndelsen af 1927, hvor Quisling fik nyt arbejde som diplomat. Britiske diplomatiske anliggender i Rusland blev styret af Norge, og han blev deres nye konsulatsekretær; Maria sluttede sig til ham sidst i 1928. En skandale brød ud, da Quisling og Prytz blev anklaget for at bruge diplomatiske kanaler til at smugle millioner af rubler ind på det sorte markeds, en meget gentaget påstand, der senere blev brugt til at støtte en anklage om hans "moralske fallit", men hverken den eller anklagen om at Quisling spionerede for briterne, er nogensinde blevet underbygget.
Den hårdere linje, der nu udviklede sig i russisk politik, fik Quisling til at tage afstand fra bolsjevismen. Den sovjetiske regering havde direkte afvist hans armenske forslag og forhindret et forsøg fra Nansen på at hjælpe under den ukrainske hungersnød i 1928. Quisling tog disse afvisninger som en personlig fornærmelse; i 1929, samtidig med at briterne nu var ivrige efter at tage kontrollen over deres egne diplomatiske anliggender tilbage, forlod han Rusland. Han blev udnævnt til Commander of the Order of the British Empire (CBE) for sine tjenester for Storbritannien, en ære tilbagekaldt af Kong George VI i 1940. På dette tidspunkt var Quisling også blevet tildelt Den rumænske kroneorden og den jugoslaviske Sankt Sava-orden for sin tidligere humanitære indsats.

## Politisk karriere

### »Nordisk Folkereisning«
Efter 1930 mødtes en gruppe mennesker omkring Quisling og Frederik Prytz, ofte i Prytz' lejlighed i Hafrsfjordgaten 7 i Oslo. Med i denne kreds var blandt andre Herman Harris Aall, Ragnvald Hvoslef, Adolf Munthe og Halvor Hansson, og det blev ofte diskuteret at danne en ny politisk organisation. Organisationen Nordisk Folkereisning (NF) blev formelt stiftet den 17. marts 1931, og i den anledning udtalte formand Prytz følgende på stiftelsesmødet i Håndverkeren, en bygning på Rosenkrantz' gate 7 i Oslo:
Det, vi nu er gået i gang med, er, så vidt jeg ved, det første forsøg, der er gjort her i Norden på at opbygge en politisk doktrin, der bevidst er afledt af vores folks racekarakteristika. Da vores folk, som en del af den store nordiske folkefamilie, ikke er alene i denne henseende, kan vi have lagt grunden til en bevægelse, der kan få store og uventede konsekvenser.
Prytz skulle få ret i, at den bevægelse, han og Quisling dannede, ville få store og uventede konsekvenser, da den i maj 1933 kom til at udgøre kernen i partiet Nasjonal Samling. Nordisk Folkereisning var dog indtil videre en lukket forsamling, hvor det typiske medlem havde en borgerlig baggrund og enten var professionel soldat eller forretningsmand.
Quisling blev det politiske midtpunkt for organisationen, og Nordisk Folkereisning fik fem ambitiøse hovedpunkter på programmet: Man ville "knuse marxismen, rejse racen, vinde arbejderne for sagen, etablere en rigsdag og lede udenrigspolitikken i en nordisk retning". I programmet angreb Quisling kraftigt det parlamentariske system, som han mente ikke kunne tage sig af "de nationale opgaver". "Marxisme" – her refererede Quisling til Arbeiderpartiet – var hovedproblemet for det norske folks sammenhængskraft, og han skrev, at »den bolsjevikiske og rabulistiske ånd breder sig i vore byer og landsbyer, og i baggrunden truer en blodig social revolution... « Nordisk Folkereisning gik i stedet ind for et korporativt samfund baseret på en fascistiske model, hvor arbejdere og ledere i forskellige brancher gik sammen i et "næringsråd", som igen skulle mødes i et "Riksting". Rikstinget skulle til sidst sidestilles med Stortinget, hvilket ville kræve en omvæltning af Norges politiske system.
Bevægelsen havde et stærkt autoritært præg, og organisationens love gav "føreren" alt ansvar og ubegrænset magt. Quisling krævede urokkelig loyalitet og underkastelse fra medlemmernes side, og alle, der blev tilknyttet Nordisk Folkereisning, skulle skriftligt bekræfte, at de støttede bevægelsens politiske ideer. Dette var en model, som i store træk kom til at blive videreført i Nasjonal Samling, som kom til at få samme organisationsstruktur.

### Forsvarsminister 1931–1933
Efter at Mowinckels anden Venstre-regering trådte tilbage i maj 1931, overgik regeringsansvaret til Bondepartiet, på trods af at det var Stortingets mindste med kun 25 repræsentanter. Regeringen fik en særlig hård start med en række problemer, der var arvet fra tidligere regeringer: Statens regnskab for 1931 viste en alvorlig indtægtsmangel, mens budgettet for 1932-1933 var århundredets hidtil laveste.
Som så mange andre ministre i den nye regering under ledelse af Peder Kolstad havde Quisling ringe politisk eller parlamentarisk erfaring. Det var efter indstilling fra Thorvald Aadahl, avisen Nationens redaktør, at statsminister Peder Kolstad valgte Quisling, som ikke engang var medlem af Bondepartiet, til at blive ny forsvarsminister. En artikelserie, Russland og vi, som Quisling havde fået publiceret i avisen Tidens Tegn i 1930, havde dog imponeret Landmandspartiets ledelse, og Quisling havde en stærk administrativ baggrund fra sin tid som diplomat og som Nansens medhjælper.
Det blev en stormfuld politisk debut for Quisling. Arbeiderbladet angreb ham fra dag ét og omtalte udnævnelsen af forsvarsministeren som "intet mindre end en skandale". Nordisk Folkereisning skulle oprindeligt være en hemmelig organisation, men den 28. maj blev organisationen kendt i offentligheden, da Arbeiderbladet trykte bevægelsens program. Resten af pressen fulgte trop, og Dagbladet omtalte Quisling som en "fascist". Avisen satte spørgsmålstegn ved, hvordan lederen af en sådan bevægelse kunne bringes ind i regeringen. Quisling forlod Nordisk Folkereisning efter pres fra Kolstad og andre førende borgerlige politikere, men så længe han nægtede offentligt at kommentere organisationen og dens medlemmer, fortsatte angrebene i medierne.

#### Menstadslaget
I det meste af 1931 var norsk erhvervsliv lammet af en storkonflikt, og tre uger efter at den nye regering tiltrådte, eskalerede situationen i Telemark. I Skien-Porsgrunn-området var stemningen fjendtlig mellem kommunister og socialdemokrater, og i juni angreb en kommunistisk ledet demonstration strejkebrydere og politi på Norsk Hydros anlæg i Menstad. Begivenheden, der blev kendt som "Menstadslaget", førte til, at regeringen gik sammen for at diskutere, om de skulle sende hæren ind for at genoprette ro og orden. Under regeringskonferencerne var Quisling yderst passiv, mens statsminister Kolstad og justitsminister Asbjørn Lindboe tog den aktive rolle. Regeringen besluttede at indsætte militære styrker, og forsvarsminister Quisling gennemførte foranstaltningerne. På trods af, at det var andre i regeringen, der havde været ivrige efter en militær løsning, var det Quisling, der offentligt fik skylden, og især arbejderpressen var kritisk. "Den halvkloge forsvarsminister har tyet til generel mobilisering i Telemark", skrev Arbeiderbladet, og først da Lindboe i 1959 udgav sine erindringer, fik offentligheden et noget mere nuanceret billede af begivenhederne i sommeren 1931.

#### Eirik Raudes Land
Vanskelighederne fortsatte i regeringen i sommeren 1931. Fem norske fangstmænd havde i Norges navn okkuperet et ubeboet landområde i Østgrønland omkring den norske radiostation Myggbukta, og kaldt det Eirik Raudes Land. Regeringen tog i første omgang ikke besættelsen alvorligt, men efter hårdt pres fra Grønlandslagene, organisationer som blev dannet i 1920'ernes Norge for at støtte norske rettigheder til Grønland, og en kampagne i Dagbladet, besluttede regeringen at godkende annekteringen. Det førte til en større meningsudveksling i Stortinget, og Quisling blev igen fremhævet i medierne som fortaler for den hårde linje. Quisling forholdt sig dog tavs under regeringsmøderne og nævner ikke sagen i sine private papirer.

#### Peberoverfaldet
Den 2. februar 1932 var Quisling angiveligt ude for et overfald i et mødelokale i Forsvarsministeriet. Quisling hævdede, at den ukendte gerningsmand havde kastet peber i øjnene på ham og stukket ham med en kniv, inden han var stukket af med en kuffert med ukendt indhold. Quisling var derefter taget hjem og havde først meldt sagen til politiet dagen efter. "Peberoverfaldet" blev vinterens store emne i pressen, og aviserne havde vidt forskellige syn på episoden. Arbejderpressen var kritisk og mente, at hele overfaldet var iscenesat af forsvarsministeren selv, mens Tidens Tegn og Nationen aktivt forsvarede Quisling. Debatten førte til, at politiet offentliggjorde en række rapporter fra efterforskningen, og de tekniske spor og vurderinger fra lægeeksperterne Francis Harbitz og Peter Nicolay Bull viste sig at understøtte Quislings version. Spekulationerne fortsatte dog, og Quisling selv havde ringe interesse i at udtale sig om sagen, som aldrig blev opklaret. Overfaldet bidrog dog til en yderligere polarisering omkring Quislings person, og diskussioner om Quislings troværdighed fortsatte i årevis efterfølgende.
Efter at statsminister Kolstad døde efter længere tids sygdom, overtog Jens Hundseid som regeringschef. Hundseid ville egentlig have en ny forsvarsminister, men efter at Jon Sundby havde forsvaret Quisling, fortsatte han med at tilslutte sig den nye regering.

#### Quislings Stortingstale
Debatten i forbindelse med Stortingets åbning 7. april 1932 var ophedet. To dage tidligere havde Arbejderpartilederne Johan Nygaardsvold og Børge Olsen-Hagen fra Stortingets sal været meget kritiske over for forsvarsministeren, blandt andet med henvisning til "Peberoverfaldet" – og nu havde Quisling mulighed for at slå tilbage. Quislings tale var opsigtsvækkende, da han hævdede at have dokumentation for, at Arbejderpartiet og kommunisterne i hemmelighed stod i ledtog med sovjetrusserne for at overtage magten i en væbnet revolution. Talen blev en politisk bombe. Store dele af den borgerlige opinion støttede Quisling, og breve og støtteerklæringer væltede ind. Industrilederen Thorry Kiær skrev, at "første runde gik i din favør", mens forfatteren Johan Bojer skrev, at "Jeg kan ikke rumme min begejstring". I de politiske kredse var modtagelsen dog mere blandet. Både ledelsen i Arbejderpartiet og de borgerlige partier ønskede, at den påståede dokumentation skulle offentliggøres og granskes af et særligt udvalg nedsat af Stortinget. Desuden var det påfaldende, at den påståede revolutionære aktivitet havde fået lov til at fortsætte i lang tid, uden at myndighederne greb ind – dette gav kun bagslag på Quisling selv.
Stortingets særlige udvalg gik straks i gang med at gennemgå Quislings dokumentation. Dokumenterne var hovedsageligt fra Forsvarsministeriet, indsamlet af den militære efterretningstjeneste. Quisling fremlagde store mængder skriftligt materiale, men dokumenterne stod hver for sig svagt, og der var alt i alt meget tynde beviser for Quislings stærke påstande. Interviewene med ledende arbejderpartipolitikere førte heller ikke til noget håndgribeligt. Ikke desto mindre konkluderede udvalgets civile flertal i sin konklusion, at forsvarsministeren havde belæg for sine påstande, medens Arbejderpartiets mindretal krævede, at "Generalstabens efterretningsoperationer som internt politisk spioncenter bringes til ophør".

#### Magtkamp med Hundseid
Forholdet mellem Quisling og Hundseid var alt andet end godt. Hundseids forsøg på at erstatte Quisling som forsvarsminister med et alternativ havde skabt en voldsom konflikt, og statsministeren og forsvarsministeren kom til at danne to polære modsætninger i regeringen. Det fik Quisling til at skrive en lang række notater, som han sendte til de øvrige ministre, og disse omfattede angreb på statsministeren og beskrev Quislings egne tanker og ideer, men førte kun til undren i regeringen. Quisling forsøgte formentlig at udmanøvrere Hundseid og selv overtage formandsposten i Bondepartiet, og i forbindelse med den såkaldte Kullmann-sag, en politisk strid om pacifisme, hvor Quisling gik så langt som den 20. november at bede Hundseid skriftligt om at gå af som statsminister. Trods dette åbenlyse angreb lykkedes det ikke Hundseid at presse Quisling ud af regeringen, hvilket tyder på, at Quisling havde en stærk position i partiet. Da Hundseid blev genvalgt som partiformand den 9. marts, stod det dog klart, at partiet havde taget stilling til ledelsesspørgsmålet, og den 24. marts sendte Quisling et brev til Bondepartiets Stortingsgruppe, hvori han erklærede, at Hundseid havde "forkludret partiets politik", og at han dermed valgte at træde ud af partiet.

### Dannelsen af Nasjonal Samling
På tærsklen til 1932 var der begyndt at gå rygter om, at Quisling var på vej til at danne et nyt politisk parti. Kullmann-sagen og magtkampen med Hundseid havde givet Quisling mange støtter på højrefløjen, selv om de etablerede borgerlige partier var begyndt at tage afstand fra ham. Samtidig var Quislings hjælpere Adolf Munthe og Frederik Prytz gået til højreorienterede organisationer som Fedrelandslaget, Norsk Samfundshjælp og Samfundsvernet og foreslået et formelt samarbejde. Selvom ledelsen af organisationerne var lunken, spredte rygterne sig hurtigt i politiske kredse.
I efteråret 1932 havde Quisling og hans kreds overvejelser om at tage magten på ekstraparlamentarisk vis og danne en såkaldt national rigsregering. Regeringen Hundseid, i hvilken Quisling var forsvarsminister, blev imidlertid fældet i februar 1933 af Johan Ludwig Mowinckel, der fra 1. marts 1933 blev statsminister for sin tredje Venstre-regering. Quisling bestemte sig derefter for at arbejde inden for det parlamentariske system for at nå målet om et bredt og magtfuldt landsstyre. Quislings nærmeste kreds – bestående af hans gamle venner Prytz, Munthe og Hvoslef fra Nordisk Folkereisning samt advokaterne Johan Bernhard Hjort og Christopher Borchgrevink – mente, at Quisling havde støtte blandt vælgerne, og ville primært promovere Quisling som leder af en borgerlig samlingsbevægelse. De foreslog et samarbejde med Landmandspartiet, Fedrelandslaget, Frisinnede Folkeparti og dele af Høyre, men ambitionerne var næppe helt realistiske. Kredsen omkring Nordisk Folkereisning fastsatte i løbet af april love for et nyt politisk parti, og Quisling var længe i forhandlinger med ledende Bondepartipolitikere med henblik på et formelt samarbejde. Quislings absolutte krav om, at Hundseid måtte afsættes, fik dog forhandlingerne til at gå i stå, og i begyndelsen af maj opgav forhandlerne i Nordisk Folkereisning forsøget på et samarbejde.
Dannelsen af partiet Nasjonal Samling (NS) skete ganske ustruktureret. Ledelsen i Nordisk Folkereisning havde daglige møder i perioden fra den ottende til den ellevte maj, men der blev ikke aftalt et klart politisk program, hvordan partiet skulle finansieres, eller hvilken strategi man skulle følge frem mod folketingsvalget om efteråret. Stiftelsesmødet den 13. maj gav heller ikke noget entydigt svar på vejen frem, udover at Quisling skulle gå ud i den borgerlige presse den 16. maj og opfordre til "landssamling". Her fremstillede Quisling NS mere som en "bevægelse uden for partierne" end et selvstændigt politisk parti, og han gik igen ud og inviterede de etablerede borgerlige partier til et samarbejde. Dette blev dog modtaget lunkent af de øvrige partier, og den 28. juni blev Nasjonal Samling formelt registreret som et nyt parti.

#### Stortingsvalget 1933
Til Stortingsvalget 1933 stillede Nasjonal Samling op på lister i 17 ud af 29 valgkredse. Quisling var øverst på Oslo-listen foran Adolf Hoel, mens Hjort var den øverste kandidat i Akershus. Thor Tharum toppede listen i Trøndelags byer, og NS havde skaffet sig stærke kandidater med Hans S. Jacobsen (byerne i Akershus og Østfold) og Christen Knudsen (byerne i Telemark og Aust-Agder). Partiet havde i alt 144 kandidater, hvoraf ni var kvinder.
Det var på forhånd uklart, hvor stor en chance Nasjonal Samling havde ved valget. Nøgterne medlemmer af partiet troede på mandater i Oslo, Akershus og Telemark, mens optimister som Hjort sigtede efter syv til otte mandater. I Høyre var man bange for vælgerflugt til Nasjonal Samling, og i Bondepartiet troede man også på mandater til Quislings parti. Alle betænkeligheder viste sig at være grundløse, for med kun 27.850 stemmer (ca. 3,5%) opnåede partiet ikke et eneste mandat i Stortinget. Valget var på alle måder en fiasko for Quisling. Ikke nok med, at han med kun 5.500 stemmer i Oslo ikke kom i Stortinget, men hele den borgerlige side stod stærkt svækket tilbage. Arbejderpartiet var valgets klare vinder med over 40 % af stemmerne, og alle drømme om en national samlingsregering under Quislings ledelse knustes.

#### Stortingsvalget 1936
Til trods for at alle muligheder for valgsamarbejde med andre borgerlige partier var døde, gik Quisling med stor optimisme ind i valgkampen til Stortingsvalget i 1936. Nasjonal Samling forventede endnu en gang at blive repræsenteret i Stortinget, og efter at have arbejdet metodisk med at opbygge partiapparatet i de foregående år, stillede Nasjonal Samling nu op på valglister i alle landets kredse. Det viste sig dog at virke kontraproduktivt, og partiets begrænsede ressourcer havde ikke mulighed for at føre en effektiv landsdækkende valgkamp. Særligt svært var det for partiledelsen at nå ud over Nordnorge, og situationen blev ikke bedre af, at et firkantet bureaukrati i partiet forbød lokale Nasjonal Samling-opstillede at have deres egne valgarrangementer. Hele valgkampen kredsede om Quislings person, som dog ikke var i stand til at overbevise masserne: Quisling var ikke nogen stor offentlig taler, og han talte monotont og med tryk på forkerte ord. Valgresultatet var endnu dårligere end i 1933, og med kun 26.566 stemmer (1,83%) var partiet langt fra at komme i Stortinget.
Efter endnu et dårligt valg havde stærke kræfter i partiet fået nok af Quislings ledelsesstil. Et kritisk miljø havde udviklet sig omkring partiets næstkommanderende, Johan Bernhard Hjort, og i oktober foreslog Hjort, at førerens rolle skulle begrænses, og at der skulle gives mere magt til organisationerne i de forskellige fylker. Hjort stod selv stærkt ud i organisationen, og den foreslåede model ville have styrket hans egen magt betydeligt. Dette blev starten på en lang magtkamp mellem Quisling og Hjort. Da Quisling ignorerede forslagene, forsøgte Hjort at indkalde Nasjonal Samlings højeste organ (Rådet) til at behandle dem. Dette blev også saboteret af Quisling, hvilket betød, at Hjort forsøgte at gå bag Quislings ryg og kontakte partiets ledere i fylkerne direkte. Konflikten fortsatte i det nye år, og i februar 1937 fik Hjort nok og gik af. Det samme gjorde mange af hans støtter i Hirden og i fylkerne. Mange kritikere blev dog tilbage i partiet, og i maj sørgede en rasende Quisling for at udelukke alle, der ikke stod bag ham. Kaosset fik mange moderate Nasjonal Samlings-medlemmer til i løbet af året at melde sig ud, og på trods af at Quisling nu havde fuld kontrol over partiet, var det blevet en skygge af, hvad det havde været tidligere. Nasjonal Samling havde store økonomiske problemer efter alle udmeldelserne, og partiavisen Fritt Folk var på randen af lukning.
Kommunalvalget 1937 blev en ny katastrofe for Nasjonal Samling. Med 1.164 stemmer i herredskommunerne og 258 stemmer i bykommunerne mistede partiet næsten alle sine kommunalbestyrelsesrepræsentanter og stod kun tilbage med syv medlemmer i Østlandet. De fleste af de kompetente medlemmer af partiet havde forladt det efter magtkampen mellem Quisling og Hjort, og valgresultatet viste, at det tilbageværende Nasjonal Samling nu var på størrelse med en lille sekt. Partiet fortsatte med at eksistere efter valget, men kun bestående af fanatiske Quisling-tilhængere og nu fuldstændigt marginaliseret i norsk politik.

### Krigens udbrud
I 1939 vendte Quisling opmærksomheden mod Norges forberedelser til den forventede europæiske krig, som han mente indebar en drastisk forøgelse af landets forsvarsudgifter for at sikre dets neutralitet. I mellemtiden holdt Quisling foredrag med titlen "Det jødiske problem i Norge" og støttede Adolf Hitler i, hvad der så ud til at være voksende fremtidig konflikt. På trods af at han fordømte Krystalnatten, sendte han den tyske leder en 50-års fødselsdagshilsen og takkede ham for at "redde Europa fra bolsjevismen og jødisk dominans". Quisling hævdede også, at skulle en anglo-russisk alliance umuliggøre neutralitet, ville Norge være nødt til at "gå med Tyskland". Da han blev inviteret til landet i sommeren 1939, begyndte han en turné i en række tyske og danske byer. Han blev modtaget særligt godt i Tyskland, som lovede midler til at styrke Nasjonal Samlings stilling i Norge, så det kunne fremme pro-nazistiske følelser. Da krigen brød ud den 1. september 1939, følte Quisling sig bekræftet af både begivenheden og den umiddelbare overlegenhed, som den tyske hær udviste. Han forblev udadtil overbevist om, at hans parti trods dets størrelse snart ville blive centrum for politisk opmærksomhed.
I de næste ni måneder fortsatte Quisling med at lede et parti, der i bedste fald var perifert i forhold til norsk politik. Han var ikke desto mindre aktiv, og i oktober 1939 arbejdede han sammen med Prytz på en i sidste ende mislykket plan for fred mellem Storbritannien, Frankrig og Tyskland og deres eventuelle deltagelse i en ny økonomisk union. Quisling funderede også over, hvordan Tyskland burde gå i offensiven mod sin allierede Sovjetunionen, og rejste den 9. december til Tyskland for at præsentere sine mangesidede planer. Efter at have imponeret tyske embedsmænd vandt han en audiens hos Hitler selv, planlagt til den 14. december, hvorefter han modtog et fast råd fra sine kontakter om, at det mest nyttige, han kunne gøre, ville være at bede om Hitlers hjælp til et pro-tysk kup i Norge,, der ville give tyskerne mulighed for at bruge Norge som flådebase. Bagefter ville Norge bevare officiel neutralitet så længe som muligt, og endelig ville landet falde under tysk i stedet for britisk kontrol. Det er ikke klart, hvor meget Quisling selv forstod de strategiske implikationer, et sådant skridt ville have, og han stolede i stedet på, at hans kommende indenrigsminister, Albert Hagelin, som talte flydende tysk, under de forberedende møder med tyske embedsmænd i Berlin ville kunne fremlægge de relevante argumenter, upåagtet at Hagelin var kendt for ikke at holde sig til sagen i forhandlinger. Med stor sandsynlighed havde Quisling og hans tyske kontakter derfor forskellige konklusioner på de førte samtaler, selv om begge parter var enige om nødvendigheden af en tysk invasion.
Den 14. december 1939 mødte Quisling Hitler. Den tyske leder lovede at reagere på enhver britisk invasion af Norge (Plan R 4), måske præventivt, med en tysk modinvasion, men fandt Quislings planer om både et norsk kup og en engelsk-tysk fred unødigt optimistisk. Ikke desto mindre ville Quisling stadig modtage midler til at styrke Nasjonal Samling. De to mænd mødtes igen fire dage senere, og bagefter skrev Quisling et memorandum, der udtrykkeligt fortalte Hitler, at han ikke betragtede sig selv som nationalsocialist. Mens tyskerne udarbejdede deres plot, blev Quisling med vilje holdt i mørket. Han var også uarbejdsdygtig på grund af en alvorlig sygdom, sandsynligvis nefritis i begge nyrer, som han nægtede at blive indlagt for. Selvom han vendte tilbage til arbejdet den 13. marts 1940, forblev han syg i flere uger. I mellemtiden komplicerede Altmark-affæren Norges bestræbelser på at bevare sin neutralitet. Hitler selv var i tvivl om, hvorvidt en besættelse af Norge bedst fandt sted en invitation fra den norske regering. Endelig modtog Quisling en indkaldelse til at mødes med tyske repræsentanter den 31. marts og rejste modvilligt til København for at mødes med nazistiske efterretningsofficerer, der bad ham om oplysninger om norsk forsvar og forsvarsprotokoller. Han vendte tilbage til Norge den 6. april, og den 8. april begyndte den britiske Operation Wilfred, der førte Norge ind i krigen. Med allierede styrker i Norge forventede Quisling en karakteristisk hurtig tysk reaktion.

### Tysk invasion og statskup
I de tidlige timer den 9. april 1940 invaderede Tyskland Norge fra luften og havet, den såkaldte "Operation Weserübung" eller "Operation Weser Exercise", med det formål at fange kong Haakon VII og statsminister Johan Nygaardsvolds regering. Imidlertid var man allerede i Norge opmærksomme på muligheden for en invasion, og Stortingets præsident, den konservative C. J. Hambro, sørgede for deres evakuering til Hamar i den østlige del af landet. Den tyske krydser Blücher, der transporterede det meste af det personel, der skulle overtage Norges administration, blev sænket af kanonild og torpedoer fra Oscarsborg fæstning i Oslofjorden. Tyskerne havde forventet, at regeringen ville overgive sig og have dens afløser klar, og selvom intet af dette skete, fortsatte invasionen. Efter timers diskussion besluttede Quisling og hans tyske kolleger, at et øjeblikkeligt kup var nødvendigt, selvom dette ikke var den foretrukne mulighed for hverken Tysklands ambassadør Curt Bräuer eller det tyske udenrigsministerium.
Om eftermiddagen fik Quisling at vide af den tyske forbindelse Hans-Wilhelm Scheidt, at i fald han nedsatte en regering, ville den have Hitlers personlige godkendelse. Quisling udarbejdede en liste over ministre, og selv om den lovlige regering blot havde flyttet sig omkring 150 km til Elverum, anklagede han den for at være "flygtet".
I mellemtiden besatte tyskerne Oslo, og kl. 17.30 ophørte Norsk radio med at sende på besættelsesmagtens anmodning. Med tysk støtte, cirka kl. 19:30, gik Quisling ind i NRK-studierne i Oslo og proklamerede dannelsen af en ny regering med ham selv som premierminister. Han tilbagekaldte også en tidligere ordre om at mobilisere mod den tyske invasion. Han manglede stadig legitimitet. To ordrer – den første til hans ven oberst Hans Sommerfeldt Hiorth, chefen for hærregimentet i Elverum, om at arrestere regeringen, og den anden til Kristian Welhaven, Oslos politichef – blev begge ignoreret. Klokken 22:00 genoptog Quisling udsendelsen, gentog sit tidligere budskab og læste en liste over nye ministre op. Hitler gav sin støtte som lovet og anerkendte den nye norske regering under Quisling inden for 24 timer. Norske batterier skød stadig mod den tyske invasionsstyrke, og kl. 03:00 den 10. april tiltrådte Quisling en tysk anmodning om at standse modstanden fra Bolærne-fæstningen. Som følge af handlinger som disse blev det på det tidspunkt hævdet, at Quislings magtovertagelse med en marionetregering hele tiden havde været en del af den tyske plan.
Quisling nåede nu højden for sin politiske magt. Den 10. april rejste Bräuer til Elverum, hvor den legitime regering under ledelse af Nygaardsvold nu sad. På Hitlers ordre krævede han, at kong Haakon udnævnte Quisling til chef for en ny regering, hvorved han kunne sikre en fredelig overdragelse af magten. Haakon afviste dette krav. Han gik videre i et møde med sit kabinet og lod det vide, at han hellere ville abdicere end at udpege en regering ledet af Quisling. Da regeringen hørte dette, stemte regeringen enstemmigt for at støtte kongens holdning og opfordrede folket til at fortsætte deres modstand. Da hans folkelige støtte var væk, holdt Quisling op med at være til nytte for Hitler. Tyskland trak sin støtte til den rivaliserende regering tilbage og foretrak i stedet at opbygge sin egen uafhængige regeringskommission. På denne måde blev Quisling manøvreret ud af magten af Bräuer og en koalition af hans tidligere allierede, herunder Hjort, der ikke længere anså ham for at være gavnlig. Selv hans politiske allierede, inklusive Prytz, forlod ham.
Til gengæld skrev Hitler til Quisling og takkede ham for hans indsats og garanterede ham en form for stilling i en ny regering. Overdragelsen af magten fra Quisling til styringsorganet Administrasjonsrådet blev behørigt vedtaget af Norges Høyesterett den 15. april 1940, og Hitler var overbevist om, at Administrasjonsrådet ville modtage opbakning fra kongen. Quislings hjemlige og internationale omdømme ramte begge nye lavpunkter, hvilket gjorde ham til både en forræder og en fiasko.

### Ministerpræsident
1. februar 1942 blev Quisling med tysk godkendelse ministerpræsident for en regering bestående af medlemmer af Nasjonal Samling. Som statsleder fik han også sin personlige livgarde: Førergarden. Quislings og partiets forsøg på at nazificere Norge led dog skibbrud på grund af folkelig modstand.
Gennem en aftale med Quisling sikrede den tyske besættelsesmagt sig guld, sølv og smykker, der havde tilhørt norske jøder. Der blev også vedtaget en lov, hvorefter heljøder, halv- og kvartjøder skulle registreres af de norske myndigheder. Quisling forsvarede loven i en tale 6. december 1942 i Trondheim: "Så er der det ræsonnement, at jøden kan da ikke gøre for, at han er jøde. Det er et forkert, ja helt meningsløst ræsonnement. Er der noget, et menneske kan gøre for, så er det vel, at han er den han er. Han er ikke nordmand, han er orientaler, og hører ikke hjemme i Europa." Quislings regime fortsatte med lovreformer rettet mod jøder, og i januar 1943 sendte Indenrigsdepartementet under Albert Hagelin to lovforslag til andre departementer. De sluttede sig ikke bare til Nürnberglovene fra 1935, men rettede dem videre mod halv- og kvartjøder. Lovene blev aldrig vedtaget, og ejendommeligt er det, at de overhovedet blev udarbejdet, da de norske jøder enten var flygtet fra landet eller deporteret til Auschwitz med skibet D/S Donau.
Norske fanger i tyske koncentrationslejre modtog i begyndelsen fødevarepakker fra Norges Røde Kors, men de standsede, da Quisling bestemte, at "landsforræderne" ikke fortjente nogen hjælp. Familierne måtte dog sende fangerne en månedlig pakke. Senere modtog fangerne også fødevarepakker fra Røde Kors i andre lande, bl.a. Danmark, der ikke tog hensyn til Quislings bestemmelse.

## Krigens afslutning
Quisling brugte de sidste måneder af krigen på at forsøge at forhindre norske dødsfald i det opgør, der var ved at udvikle sig mellem tyske og allierede styrker i Norge. Regimet arbejdede for sikker hjemsendelse af nordmænd, der blev holdt i tyske krigsfangelejre. Privat havde Quisling længe accepteret, at nationalsocialismen ville blive besejret. Hitlers selvmord den 30. april 1945 gav ham frihed til offentligt at udarbejde sit eget slutspil, et naivt tilbud om en overgang til en koalitionsregering mellem Nasjonal Samling og eksilregeringen. En anden plan var, at han selv, betitlet "rigsforstander", skulle lede en samarbejdsregering mellem Nasjonal Samling og fagforeningernes organisation LO. Han overvejede også at udnævne sig selv til sognepræst i Fyresdal. Godt nok manglende han en teologisk uddannelse, men havde sat sig ind i teologisk litteratur. I et udkast skrev han: "Ministerpræsidenten V.Q., som i kraft af den af ham udøvede myndighed i henhold til Grundloven, er den norske kirkes overhoved, ønsker at udnævnes til sognepræst i Fyresdal, hvilket embede er ledigt, og hvor otte af hans forfædre i opadstigende linje i tolv led har været præster." Han anså det som unødvendigt at ansøge om ordination og henviste til, at han allerede stod som ejer af Moland præstegård, der også var hans fødested og barndomshjem. Præstegården havde han fået foræret af kirkeministeriet i 1944.

### Arrestation
Den 7. maj beordrede Quisling politiet til ikke at yde væbnet modstand mod de allieredes fremrykning, undtagen i selvforsvar, eller mod medlemmer af den norske modstandsbevægelse. Samme dag meddelte Tyskland, at det ville overgive sig betingelsesløst, hvilket gjorde Quislings position uholdbar. Som en realist mødtes Quisling den følgende dag med de militære ledere af modstandsbevægelsen for at diskutere, hvordan han ville blive arresteret. Quisling erklærede, at selv om han ikke ønskede at blive behandlet som en almindelig kriminel, ønskede han ikke fortrinsbehandling i forhold til sine kolleger fra Nasjonal Samling. Han hævdede, at han kunne have beordret sine styrker til at kæmpe indtil det sidste, men havde valgt ikke at gøre det for at undgå at gøre "Norge til en slagmark". I stedet forsøgte han at sikre en fredelig overgang. Til gengæld tilbød modstandsbevægelsen, at alle anklagede medlemmer af Nasjonal Samlings retssager med forsvarere og dens ledelse gik med til, at han kunne blive fængslet i et hus frem for i et fængselskompleks. Om morgenen 9. maj ankom Quisling til Møllergata 19 i Oslo, hvor han blev arresteret og holdt fængslet.

### Landforræderiopgør og dødsstraf
10. september 1945 blev Quisling dømt for landsforræderi, drab og tyveri i Eidsivating lagmannsrett. Blandt tiltalepunkterne var samarbejde med Tyskland om angrebet på Norge 9. april 1940, deportation af jøder til tyske koncentrationslejre og medvirkning til drab på norske modstandsmænd. Sammen med to andre Nasjonal Samlings-ledere, Albert Viljam Hagelin og Ragnar Skancke, blev han dømt til døden. Dommen blev anket til højesteret, der enstemmigt stadfæstede dommen 13. oktober. Ti dage senere afslog regeringen Maria Quislings ansøgning om benådning for ægtemanden, og det blev besluttet at fuldbyrde dommen samme nat. Quisling fik besked om det om aftenen i sin celle i Møllergata 19. Klokken 2:15 blev han hentet og kørt til retterstedet på Akershus fæstning. Skuddene faldt kl 2:40, hvorefter den døde, blev lagt i kiste og fragtet til kremation på Vestre gravlund. Skydeværnet bestod af 10 mand, der skød fra omkring 8 meters afstand; kommandanten skød til sidst Quisling gennem tindingen med en pistol. To læger konstaterede, at otte kugler var gået gennem hjertet. Liget blev straks sendt til krematoriet. Den 1. juni 1959 blev urnen lagt i forældrenes grav i Gjerpen.
Set i bakspejlet har domsafsigelsen været omdiskuteret, siden dødsstraffen blev genindført i det norske retssystem af eksilregeringen ved foreløbige foranstaltninger under krigen for at behandle efterkrigstidens retssager. I Højesterets kendelse den 13. oktober 1945 efter behandlingen af Quislings anke blev denne afvist med den begrundelse, at de foreløbige ordninger var vedtaget i krigstid og derfor inden for lovbestemmelsens rammer om dødsstraf i krig i den militære straffelov, som Quisling blev dømt efter.
Nürnbergprocessen fik afgørende betydning for Quislings dom. Da sagen var under forberedelse, viste det sig, at påtalemyndighederne stod svagere end først antaget. De kunne dokumentere, at Quisling havde bistået den tyske besættelsesmagt; men han forsvarede sig med, at han kun havde ønsket at spare norske liv og værdier og handlede af fædrelandskærlighed. Norske myndigheder fik først konkrete beviser for det modsatte, da de amerikanske efterforskere leverede referater fra både Erich Raeders og Alfred Rosenbergs samtaler med Quisling i Berlin i december 1939. Her var der landsforræderi til overmål. Referaterne kom lige tidsnok til at fremlægges under retssagen. Dommeren sagde senere, at uden havde han været tvunget til at frikende Quisling på det punkt, selv om han følte sig sikker på, at Quisling var skyldig; men han manglede bevis for det. De amerikanske fund overraskede også Quisling selv, som kun kunne sige til sit forsvar, at der forelå "en misforståelse".
Quisling blev heller aldrig dømt for medvirkning til drabene på flere end 700 norske jøder: "Jeg siger, som jeg har sagt før: Jeg har ikke haft nogen direkte befatning med disse sager." Først i 2019 nærmest snublede historikeren Carl Emil Vogt i Nasjonalbiblioteket over arkivæsker med Quislings avisudklip, der i hovedsag stammede fra svenske aviser
 fra perioden efteråret 1942 til foråret 1943, da Quisling var helt slået ud af befolkningens massive modstand, der gjorde ham mere afhængig af Tyskland end nogensinde før. Hitler var nødt til at vinde krigen, hvis Quislings regime skulle overleve, og han selv undgå at stilles for retten. Derfor skød hans argumenter for en besættelse af Sverige fart. Flere gange fortalte han højtstående tyske militære i Norge, hvor nødvendigt det var at besætte Sverige, hvor zionisten Hugo Valentins meget velinformerede oversigt over den tyske jødeudryddelse var ved at få opinionen til at slå over til de allieredes fordel. Hitlers overkommando havde lagt planer for et tysk angreb mod Sverige, men anså ikke angrebet af strategisk vigtighed. Quislings synspunkter talte aldrig meget i Berlin; at han kritiserede brutaliteten på østfronten, fik ingen følger. Måske anså han omtalen af pogromerne som en infam propaganda. I sin sidste tid sad han i fængselscellen og skrev en opsummering af sin filosofi. Her skrev han, at meget i nazismen var forkert: "Racetanken" fandt han forkert; og at udrydde jøderne "er for mig uforståeligt", skrev han.

## Udmærkelser
22. juni 1929 blev Quisling udnævnt til kommandør af Order of the British Empire (CBE) for sin indsats for britiske myndigheder i tiden som ansat ved Norges legation i Moskva 1927-29. 12. juni 1940 blev han ekskluderet fra ordenen pga sit samarbejde med tyskerne ved besættelsen af Norge. Han blev også tildelt Rumæniens kroneorden og den jugoslaviske Sankt Savas orden.
Ordet quisling er blevet et internationalt udtryk i betydningen forræder.

### På norsk
- Barth, E. M. (1996). Gud, det er meg: Vidkun Quisling som politisk filosof (norsk). Oslo, Norway: Pax Forlag. ISBN 82-530-1803-7.
- Borgen, Per Otto (1999). Norges statsministre (norsk). Oslo, Norway: Aschehoug. ISBN 82-03-22389-3.
- Brevig, Hans Olaf (1970). NS - fra parti til sekt 1933-37 (norsk). Oslo, Norway: Pax.
- Bratteli, Tone; Myhre, Hans B. (1992). Quislings siste dager (norsk). Oslo, Norway: Cappelen. ISBN 82-02-13345-9.
- Dahl, Hans Fredrik (1991). Quisling – En fører blir til (norsk). Oslo, Norway: Aschehoug. ISBN 1137580259.
- Hartmann, Sverre (1970) [1959]. Fører uten folk. Forsvarsminister Quisling – hans bakgrunn og vei inn i norsk politikk (norsk) (2nd revised udgave). Oslo, Norway: Tiden Norsk Forlag. OCLC 7812651.
- Juritzen, Arve (1988). Privatmennesket Quisling og hans to kvinner (norsk). Oslo, Norway: Aventura. ISBN 82-588-0500-2.
- Ringdal, Nils Johan (1989). Gal mann til rett tid: NS-minister Sverre Riisnæs – en psykobiografi (norsk). Oslo, Norway: Aschehoug. ISBN 82-03-16584-2.
- Quisling, Maria (1980).  Parmann, Øistein (red.). Dagbok og andre efterlatte papirer (norsk). Oslo, Norway: Dreyer. ISBN 82-09-01877-9.

### På engelsk
- Hewins, Ralph: Quisling, Prophet without Honour (1966)
- Block, Maxine, red. (1940). Current Biography Yearbook. New York, United States: H. W. Wilson.
- Borgersrud, Lars. "9 April revised: on the Norwegian history tradition after Magne Skodvin on Quisling and the invasion of Norway in 19401." Scandinavian Journal of History 39.3 (2014): 353–397, historiography
- Cohen, Maynard M. (2000). A stand against tyranny: Norway's physicians and the Nazis. Detroit, United States: Wayne State University Press. ISBN 978-0-8143-2934-4.
- Dahl, Hans Fredrik (1999). Quisling: A Study in Treachery. Stanton-Ife, Anne-Marie (trans.). Cambridge, United Kingdom: Cambridge University Press. ISBN 0-521-49697-7.
- Galtung, Johan (1997). "Is There a Therapy for Pathological Cosmologies?".  I Turpin, Jennifer E.; Kurtz, Lester R. (red.). The Web of Violence: from interpersonal to global. Champaign: University of Illinois Press. ISBN 0-252-06561-1.
- Hamre, Martin Kristoffer. "Norwegian Fascism in a Transnational Perspective: The Influence of German National Socialism and Italian Fascism on the Nasjonal Samling, 1933–1936." Fascism 8.1 (2019): 36–60. online
- Hayes, Paul M. "Vidkun Quisling," History Today (May 1966), Vol. 16 Issue 5, p332-340, onlune
- Hayes, Paul M. (1966). "Quisling's Political Ideas". Journal of Contemporary History. 1 (1): 145-157. doi:10.1177/002200946600100109. ISSN 0022-0094. JSTOR 259653. S2CID 152904669.
- Hayes, Paul M. (1971). Quisling: the career and political ideas of Vidkun Quisling, 1887–1945. Newton Abbot, United Kingdom: David & Charles. OCLC 320725.
- Høidal, Oddvar K. (1989). Quisling: A study in treason. Oslo, Norway: Universitetsforlaget. ISBN 82-00-18400-5.
- Høidal, Oddvar K. "Vidkun Quisling and the Deportation of Norway's Jews." Scandinavian Studies; 88.3 (2016): 270–294. online
- Larsen, Stein Ugelvik. "Charisma from Below? The Quisling Case in Norway." Totalitarian Movements and Political Religions 7#2 (2006): 235–244.
- Larsen, Stein Ugelvik, "The Social Foundations of Norwegian Fascism 1933–1945: An Analysis of Membership Data" in Stein Ugelvik Larsen, Bernt Hagtvet, and Jan Petter Myklebust, eds. Who were the fascists: social roots of European fascism (Columbia University Press, 1980).
- Yourieff, Alexandra Andreevna Voronine; Yourieff, W. George; Seaver, Kirsten A. (2007). In Quisling's shadow: the memoirs of Vidkun Quisling's first wife, Alexandra. Stanford, United States: Hoover Institution Press. ISBN 978-0-8179-4832-0.

- Wikimedia Commons har flere filer relateret til Vidkun Quisling